# Géza Bereményi
Dans le nom hongrois Bereményi Géza, le nom de famille précède le prénom, mais cet article utilise l’ordre habituel en français Géza Bereményi, où le prénom précède le nom.
Géza Bereményi, né le 25 janvier 1946 à Budapest, est un écrivain, réalisateur et scénariste hongrois.

## Filmographie partielle
Comme réalisateur
- 1985 : A tanítványok
- 1988 : Eldorádó
- 1993 : A turné
- 2002 : A hídember

Comme scénariste
- 1977 : Le Diable bat sa femme et marie sa fille (Veri az ördög a feleségét) de Ferenc András

## Prix
- Prix Attila-József (1984)
- Prix Kossuth (2001)